# Sis dies de Saint Louis
Els Sis dies de Saint Louis era una cursa de ciclisme en pista, de la modalitat de sis dies, que es corria a Saint Louis (Estats Units d'Amèrica). La seva primera edició data del 1913 i va durar fins al 1937.

## Palmarès
| Any     | Primers                      | Segons                        | Tercers                            |
| ------- | ---------------------------- | ----------------------------- | ---------------------------------- |
| 1913    | Willy Coburn · Floyd Krebs   | George Cameron · Bill Loftes  | Walter De Mara · Ray Dieffenbacher |
| 1914-32 | No disputats                 |                               |                                    |
| 1933    | William Peden · Henri Lepage | Tony Shaller · Charles Winter | Otto Petri · Freddy Zach           |
| 1934    | No disputats                 |                               |                                    |
| 1935    | Hans Carpus · Charles Winter | Tony Shaller · Bob Walthour   | Harold Nauwens · Jack Sheehan      |
| 1936    | No disputats                 |                               |                                    |
| 1937    | Gustav Kilian · Heinz Vopel  | Henry O'Brien · Jack Sheehan  | Fred Ottevaire · Charles Winter    |